# Mi vida eres tú (telenovela estadounidense)
 Mi vida eres tú es una telenovela estadounidense, creada por Venevisión Internacional, y transmitida por Univision en 2006.
Protagonizada por Scarlet Ortiz y Jorge Aravena; y con las participaciones antagónicas de Paola Toyos, Roberto Palazuelos, Julieta Rosen, Fernando Carrera y Jorge Luis Pila. Cuenta además con las actuaciones estelares de Leonardo Daniel, Tatiana Capote, Sebastián Ligarde, Héctor Soberón, Mauricio Aspe y William Levy.
En Venezuela se transmitió el 9 de junio de 2008 a 23 de octubre de 2008 por Venevisión Plus a las 10pm y 1pm de diferentes horarios.

## Sinopsis
Una intensa historia de amor se desarrolla entre acción e intriga en esta telenovela contemporánea grabada en los escenarios más espectaculares de la ciudad de Miami.
Daniela y Gabriel se conocen por casualidad y se produce un flechazo inmediato entre ellos a pesar de que ambos tienen relaciones con otras personas. Daniela ha sido novia de Ricardo durante años, pero él no se decide a casarse y le es infiel de manera constante. Por su parte, Gabriel está comprometido con la frívola Raquel, pero lo que siente por ella no es verdadero amor, sino más bien una fuerte atracción física. Lo que pasa es que su madrina, Ángela, lo está presionando para que se case con Raquel por razones egoístas que se revelarán más adelante en la historia. Lo que Raquel no sabe es que su Tía Angela y su Supuesta madre Adela, le esconden un secreto muy grande (quien es su verdadera madre) secreto que se revelara más adelante en la historia.
Aunque Gabriel heredó una inmensa fortuna al quedarse huérfano, le da muy poca importancia a la riqueza y a la posición social, y dedica todo su tiempo a su mayor pasión, la radio, presentando un programa nocturno de muy alta sintonía. Para acercarse a Daniela, Gabriel se hace pasar por pobre y alquila una habitación en la casa al lado de ella.
El amor surge inmediatamente entre ambos, pero les esperan complicaciones aparentemente insuperables a la pareja. Las despiadadas Raquel y Ángela se confabulan para separarlos, y cuando Daniela descubre la mentira de Gabriel sobre su verdadera identidad, se siente terriblemente engañada. Por si fuera poco, el sobrino de Ángela, Aristeo, se enamora perdidamente de Daniela y hará cualquier cosa por hacerla suya, incluso involucrar a la mafia para que elimine a todo el que se atraviese en su camino, ya que su padre es un prominente gánster cuyos millones fueron ganados en negocios sucios.

## Elenco
- Scarlet Ortiz - Daniela Álvarez / Bárbara Rodena de Borgia
- Jorge Aravena - Gabriel Alcázar
- Paola Toyos - Raquel Aristizábal Ozora / Raquel Borgia Rodena
- Roberto Palazuelos - Aristeo Borgia Rodena
- Julieta Rosen - Ángela Borgia
- Fernando Carrera - Manuel Borgia
- Leonardo Daniel - Andrés Borgia / Mario Álvarez
- Tatiana Capote - Susana de Álvarez
- Sebastián Ligarde - Alan Robinson / George Smith
- Héctor Soberón - Lucho
- Mauricio Aspe - Ricardo Negrete
- Jorge Luis Pila - Carlos "Charlie" Rosendo
- Franklin Virguez - Jorge Flores
- Diego Fernando Plazas - Sergio Borgia
- Alicia Plaza - Adela Ozora Vda. de Aristizábal
- Maritza Bustamante - Beatriz "Betty" Esparza
- Andrés García Jr - Lorenzo
- Brenda Bezares - Marisela Reyes
- Rolando Tarajano - Rigoberto "Rigo" Estrada
- Carmen Daysi Rodríguez - Renee Simpson
- Andrea Martínez - Mariana Álvarez
- William Levy - Federico Amaya
- Roberto Huicochea - El Perro
- Gloria Mayo - Rebeca Solís
- Alexandra Graña - Rosalinda Esparza
- Adrián Mas - Enrique Álvarez
- Carla Rodríguez -  Rita Saucedo
- Felipe Ariza - Camilo Amaya
- Dayana Garroz - Ana Reyes
- Yoly Domínguez - Amparo Cosme
- Marianne Lovera - Debby De la Fuente
- Marielena Pereira - Tonita Fuentes
- Liannet Borrego - Pilar Reyes
- Brianda Riquer - Lucy
- Miguel Gutiérrez - Don Álvaro
- Julio Capote - Lucas Malpica
- Víctor Corona - Juanito
- Freddy Víquez  - Ezekiel